# Kowale Oleckie II (gromada)
Kowale Oleckie II – dawna gromada, czyli najmniejsza jednostka podziału terytorialnego Polskiej Rzeczypospolitej Ludowej w latach 1954–1972.
Gromady, z gromadzkimi radami narodowymi (GRN) jako organami władzy najniższego stopnia na wsi, funkcjonowały od reformy reorganizującej administrację wiejską przeprowadzonej jesienią 1954 do momentu ich zniesienia z dniem 1 stycznia 1973, tym samym wypierając organizację gminną w latach 1954–1972.
Gromadę Kowale Oleckie (II) z siedzibą GRN w Kowalach Oleckich utworzono – jako jedną z 8759 gromad – w powiecie oleckim w woj. białostockim, na mocy uchwały nr 20/V WRN w Białymstoku z dnia 4 października 1954. W skład jednostki weszły obszary dotychczasowych gromad Chełchy (z wyłączeniem części obszaru lasów państwowych), Guzy (z wyłączeniem części obszaru lasów państwowych), Szeszki (z wyłączeniem lasów państwowych), Lakiele i Kucze, miejscowość Gorczyce z dotychczasowej gromady Gorczyce i lasy państwowe z dotychczasowej gromady Kowale Oleckie ze zniesionej gminy Mieruniszki w tymże powiecie oraz miejscowości Dorsze PGR i Stachowięta PGR z dotychczasowej gromady Pogorzel ze zniesionej gminy Górne w powiecie gołdapskim. Dla gromady ustalono 11 członków gromadzkiej rady narodowej.
Gromadę Kowale Oleckie II zniesiono 1 stycznia 1958, jej obszar włączając do gromady Kowale Oleckie I, której nazwę równocześnie zmieniono na gromada Kowale Oleckie.